# Sagamu
Sagamu este un oraș din statul Ogun, în sud-vestul Nigeriei.